# Дварка
Двар(а)ка (гудж. દ્વારકા гінді द्वारका,англ. Dwarka, Dvarka, Dwaraka, Dvaraka) — місто та муніципалітет в окрузі Джамнагар в індійському штаті Гуджарат.

## Географія
Розташований на березі Аравійського моря, у західній частині півострова Катхіавар.

## Демографія
Згідно з всеіндійським переписом 2001 року, населення Дварки становило 33 614 осіб, з яких чоловіки становили 53 %, жінки — 47 %. Рівень грамотності дорослого населення дорівнював 64 %, що вище за середньоіндійський рівень (59,5 %). Серед чоловіків рівень грамотності становив 72 %, серед жінок — 55 %. 13 % населення становили діти віком до 6 років.

## Релігійне значення
У санскритській літературі наводиться інша назва міста — Двароваті. Двері є одним із семи священних міст індуїзму. Тут розташований один із найвідоміших храмів Крішни — храм Дваракадиша. Згідно з «Махабхаратою» і Пуранами, Дварака була столицею древнього царства Крішни. Описується, що після смерті Крішни початкова Дварака поринула на дно моря.